# Semaine 52
D'après la norme ISO 8601, une semaine débute un lundi et s'achève un dimanche, et une semaine dépend d'une année lorsqu'elle place une majorité de ses sept jours dans l'année en question, soit au moins quatre. Dès lors, la semaine 52 est la semaine du cinquante-deuxième jeudi de l'année. Elle suit la semaine 51 et précède la semaine 53 de la même année, quand elle existe, ou la semaine 1 de l'année suivante.
La semaine 52 est pratiquement toujours la semaine du 27 décembre, sauf exceptionnellement, dans le cas d'une année bissextile commençant un jeudi.
Elle commence au plus tôt le 20 décembre et au plus tard le 27 décembre.
Elle se termine au plus tôt le 26 décembre et au plus tard le 2 janvier.

## Notations normalisées
La semaine 52 dans son ensemble est notée sous la forme W52 pour abréger.
| Jour de la semaine 52 | Notation |
| --------------------- | -------- |
| Lundi                 | W52-1    |
| Mardi                 | W52-2    |
| Mercredi              | W52-3    |
| Jeudi                 | W52-4    |
| Vendredi              | W52-5    |
| Samedi                | W52-6    |
| Dimanche              | W52-7    |

## Cas de figure
| Cas | Le 31 décembre est… | L'année est une année… | Le cinquante-deuxième jeudi de l'année tombe… | La semaine 52 débute… | La semaine 52 s'achève… | Premier cas après 2008 |
| --- | ------------------- | ---------------------- | --------------------------------------------- | --------------------- | ----------------------- | ---------------------- |
| 0   | Un vendredi         | bissextile DC          | Le 23 décembre                                | Le lundi 20 décembre  | Le dimanche 26 décembre | 2021, 2032             |
| 1   | Un jeudi            | D ou ED                | Le 24 décembre                                | Le lundi 21 décembre  | Le dimanche 27 décembre | 2009, 2015             |
| 2   | Un mercredi         | E ou FE                | Le 25 décembre                                | Le lundi 22 décembre  | Le dimanche 28 décembre | 2014, 2025             |
| 3   | Un mardi            | F ou GF                | Le 26 décembre                                | Le lundi 23 décembre  | Le dimanche 29 décembre | 2013, 2019             |
| 4   | Un lundi            | G ou AG                | Le 27 décembre                                | Le lundi 24 décembre  | Le dimanche 30 décembre | 2012, 2018             |
| 5   | Un dimanche         | A ou BA                | Le 28 décembre                                | Le lundi 25 décembre  | Le dimanche 31 décembre | 2017, 2023             |
| 6   | Un samedi           | B ou CB                | Le 29 décembre                                | Le lundi 26 décembre  | Le dimanche 1er janvier | 2011 / 2012            |
| 7   | Un vendredi         | C                      | Le 30 décembre                                | Le lundi 27 décembre  | Le dimanche 2 janvier   | 2010 / 2011            |

1. 1 2 3  Dans ce cas, l'année compte une semaine 53.